# Stanisław Niemczynowski

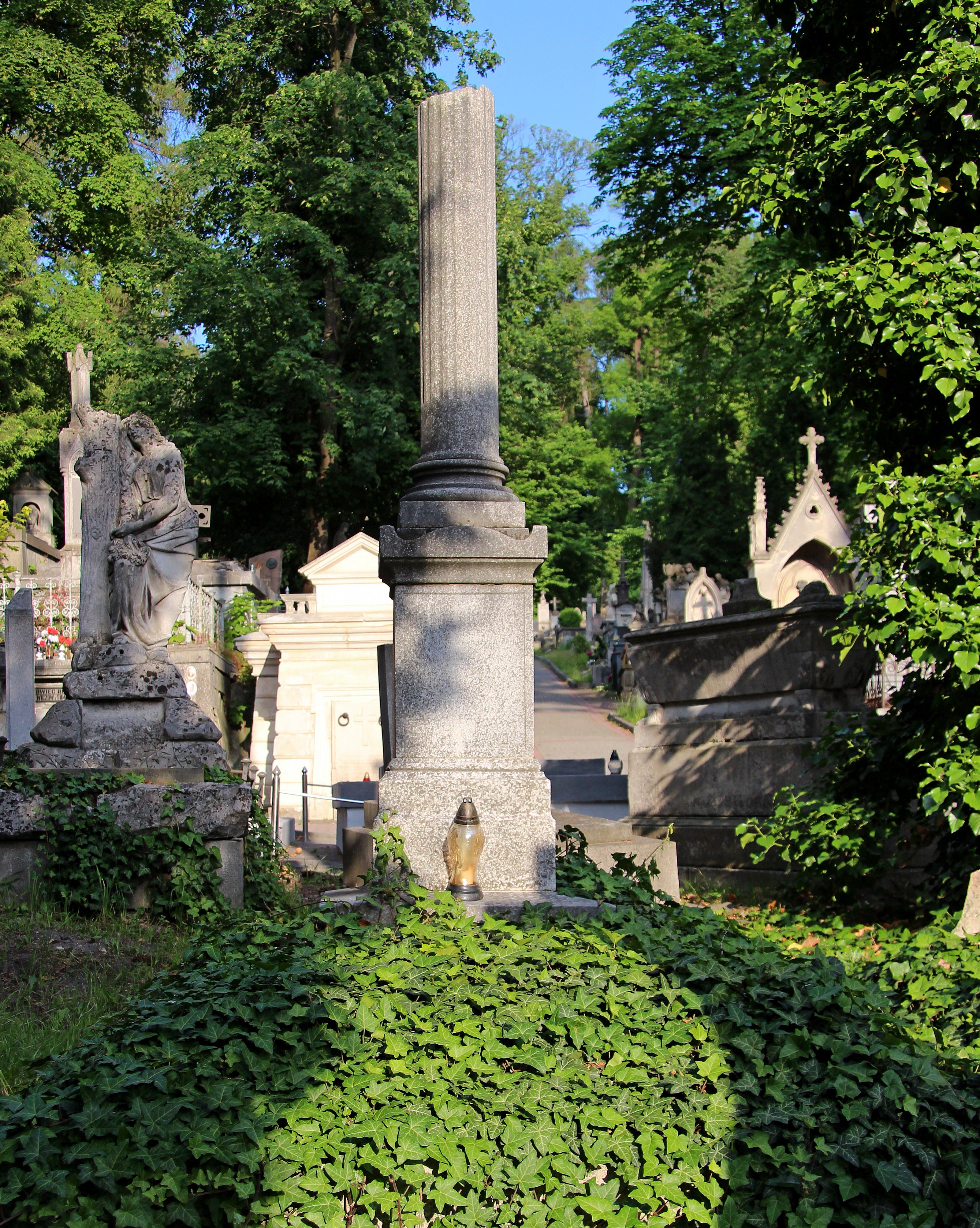

Stanisław Niemczynowski herbu Prus (ur. 29 kwietnia 1839 w Komarówce, zm. 13 marca 1924 we Lwowie) – krawiec, powstaniec styczniowy, polityk demokratyczny i poseł do austriackiej Rady Państwa 

## Życiorys
Był czeladnikiem a następnie mistrzem krawieckim we Lwowie. W latach 60. XIX wieku należał do tajnych organizacji narodowych w tym mieście. 
Po wybuchu powstania styczniowego przedostał się do Królestwa Polskiego i walczył w oddziałach gen. Dionizego Czachowskiego, płka Leona Czechowskiego, płka Kajetana Cieszkowskiego i mjra Andrzeja Łopackiego. Uczestniczył w wielu bitwach i potyczkach, za osobistą dzielność szybko awansował od stopnia kaprala do kapitana. Wielokrotnie ranny, ostatecznie ciężka rana głowy wyeliminowała go z szeregów powstańczych. W październiku 1863 powrócił do Lwowa.
Był właścicielem domu i znanego warsztatu krawieckiego w centrum Lwowa. W 1868 był założycielem stowarzyszenia rękodzielników „Gwiazda”, a także współzałożycielem, a następnie prezesem Izby Rzemieślniczej we Lwowie 1884-1907. Był autorem statutu Izby.
Członek i działacz Polskiego Stronnictwa Demokratycznego. Wielokrotnie wybierany był w latach 1871-1896 członkiem Rady Miejskiej miasta Lwowa, pracował w jej sekcji II zajmując się sprawami majątkowymi miasta i zagadnieniami handlowo-przemysłowymi. Był na jej forum rzecznikiem i orędownikiem interesów rzemieślników lwowskich. Był członkiem Wydziału Szkolnego miasta Lwowa wspierającym szczególnie usilnie rozwój szkolnictwa zawodowego. W latach 1893 i 1895 brał udział w pracach nad zmianą ustroju Rady Miejskiej. W ramach mandatu radnego rozwinął szeroką działalność społeczną, m.in. współzałożyciel miejskiego Muzeum Przemysłowego, inicjatorem budowy pomnika Jana Kilińskiego (odsłoniętego w 1894) i założenia parku jego imienia we Lwowie, a także członkiem delegacji  na pogrzeb Adama Mickiewicza w Krakowie (1890).
Poseł do austriackiej Rady Państwa VII kadencji (11 października 1887 - 23 stycznia 1891) wybranym wyborach uzupełniających w kurii III z ramienia lwowskiej Izby Przemysłowo-Handlowej przeprowadzonych po rezygnacji Edmunda Mochnackiego. Był członkiem grupy posłów demokratycznych należących do Koła Polskiego w Wiedniu. Na forum parlamentu austriackiego był orędownikiem ustawy przemysłowej oraz gorącym obrońcą interesów  rękodzielników galicyjskich. Z tego powodu Związek Stowarzyszeń Przemysłowych nadał mu w 1907 honorowe członkostwo. 
Był także członkiem stowarzyszeń kombatanckich zrzeszających uczestników polskich powstań narodowych. Członek „Komitetu obywatelskiego obchodów 50. rocznicy powstania listopadowego we Lwowie” w 1880. Członek komitetu organizującego obchody 200-lecia odsieczy wiedeńskiej w 1883. 
Szczególnie czynny był od 1888 roku w Towarzystwie Wzajemnej Pomocy Uczestników Powstania 1863/4, gdzie m.in. w 1905 był członkiem kierującego organizacją Wydziału. Autor szkicu o Adamie Chmielowskim („Bracie Albercie”) pt. Powstaniec o towarzyszu z powstania opublikowanego w 1913 w czasopiśmie „Kronika Powszechna” (nr 5) z okazji 50-lecia powstania styczniowego. Po odzyskaniu niepodległości otrzymał potwierdzenie stopnia kapitana - weterana 1863 r. 
Po śmierci został uroczyście pochowany na Cmentarzu Łyczakowskim. 

## Odznaczenia
- Krzyż Virtuti Militari V kI.(nadany 22 I 1924)[6].

## Rodzina i życie prywatne
Pochodził z rodziny szlacheckiej, był synem Jana i Anny z Kłodnickich. Ożenił się z Marią Anielą z Pożakowskich. Miał z nią pięciu synów: Tadeusza (ur. 1870), Mieczysława (ur. 1873), Emila (ur. 1878), Jerzego (ur. 1879) i Stefana (ur. 1880). 